# Burma Road (Israel)

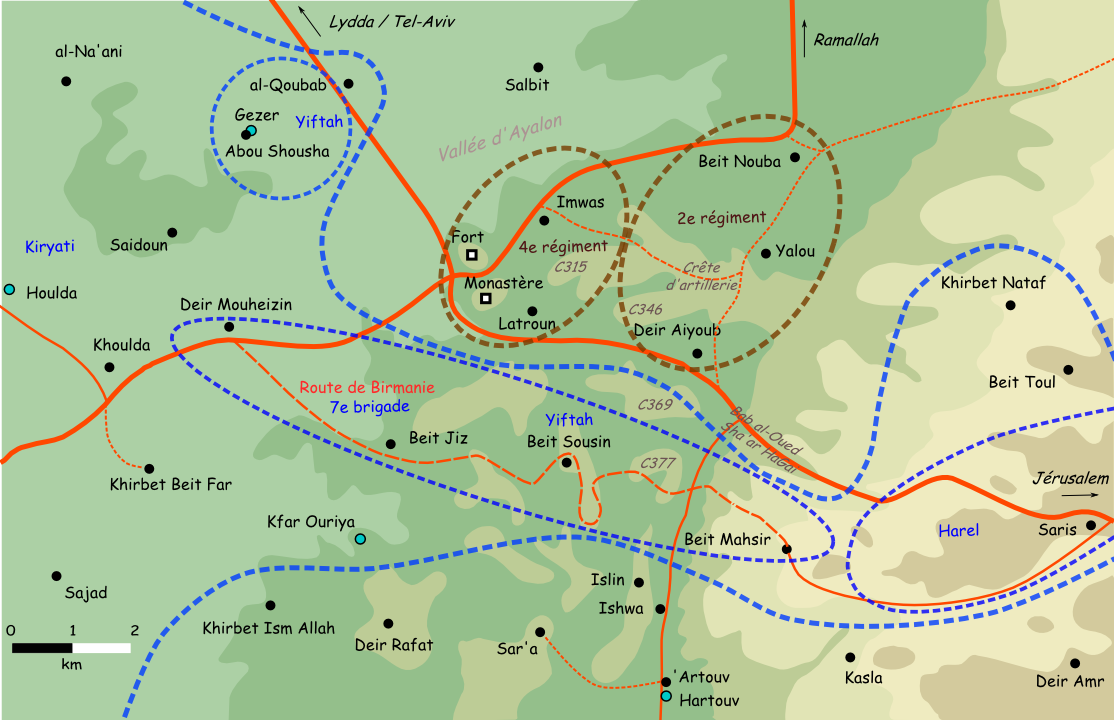
Verlauf der Burma Road

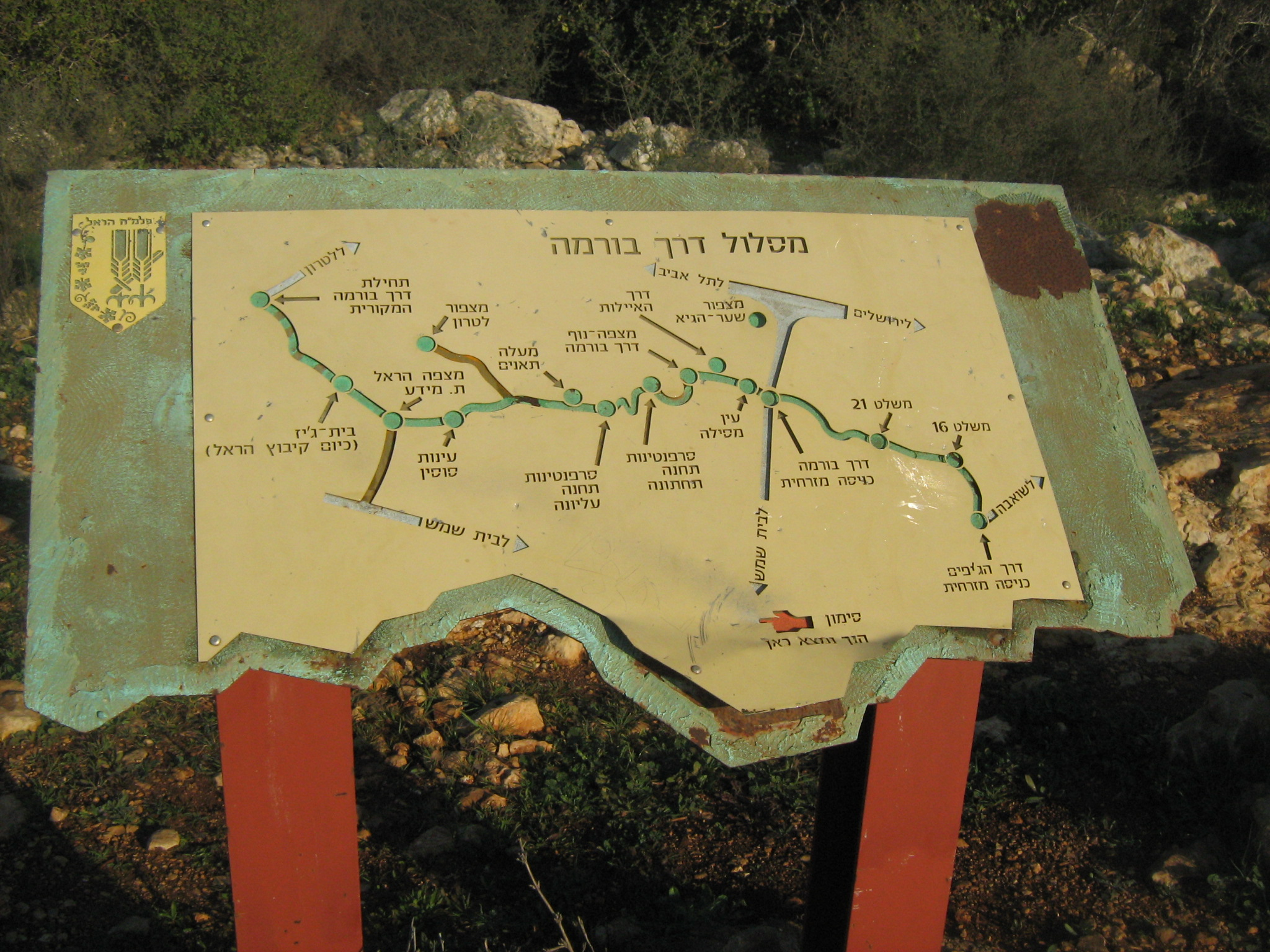
Schautafel der Burma Road

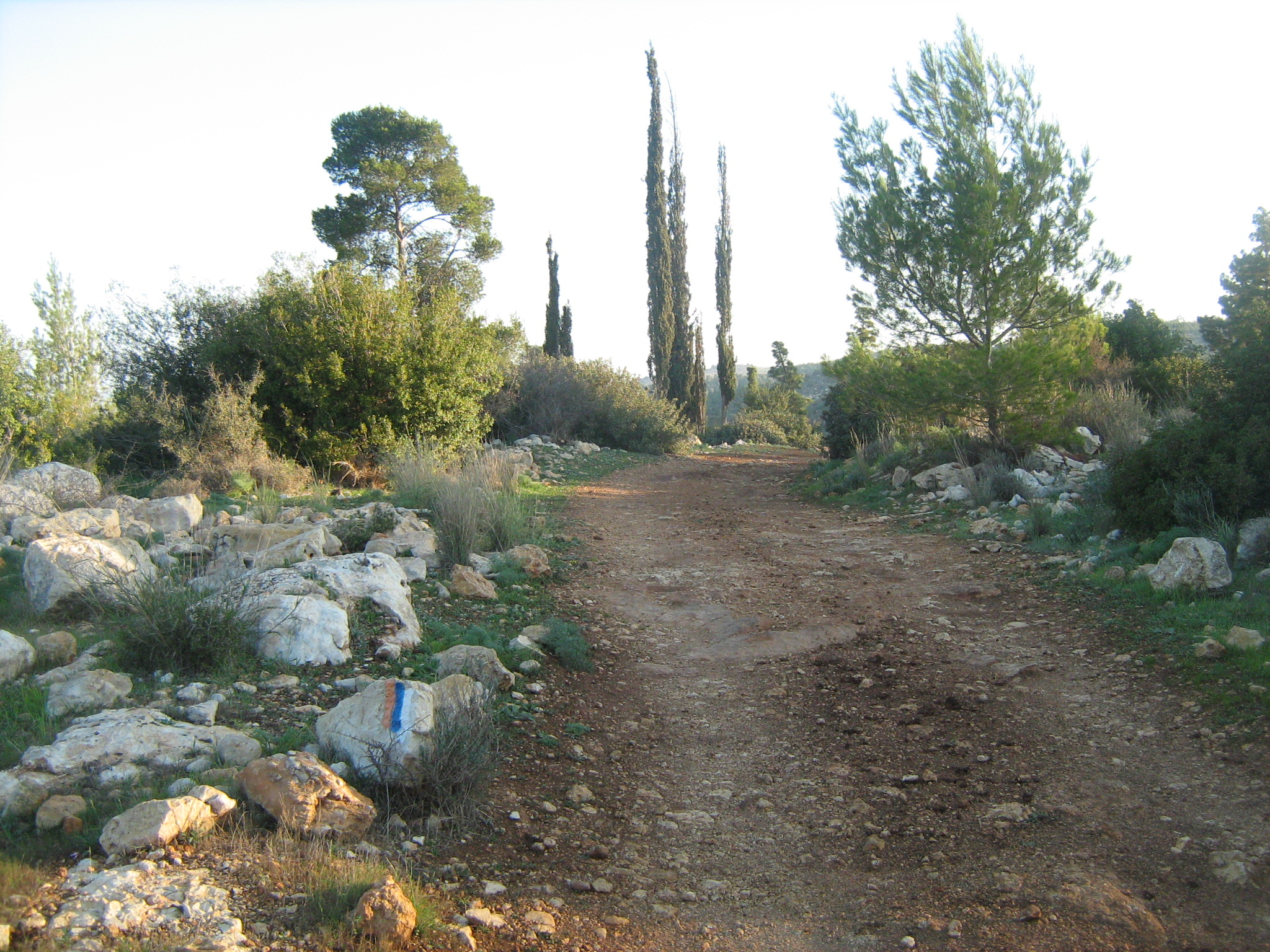
Abschnitt der Burma Road, mit Wegzeichen des INT

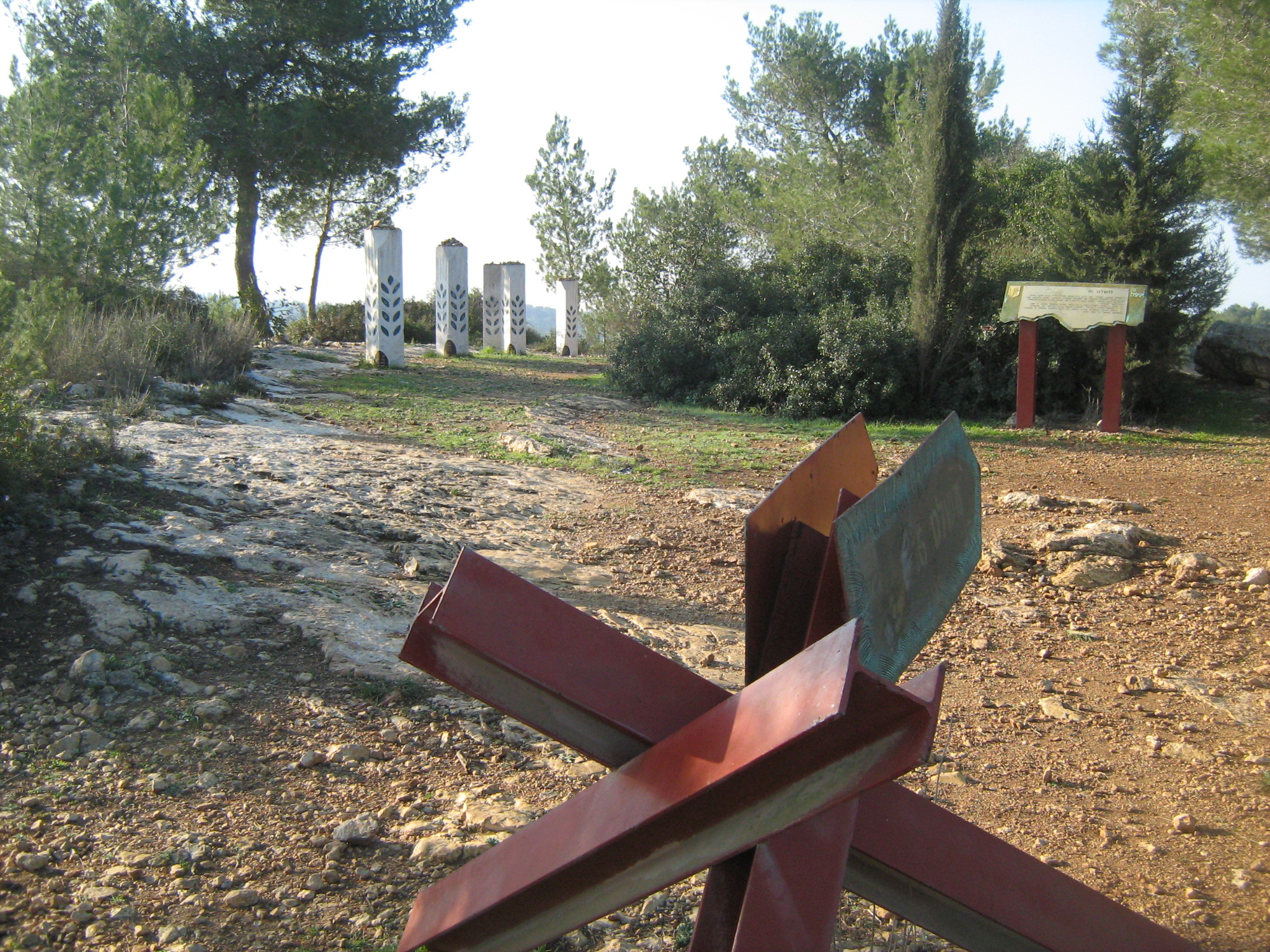
Station auf dem Historischen Lehrpfad

Die Burma Road (hebräisch דֶּרֶךְ בּוּרְמָה Derech Būrmah, deutsch ‚Weg Burmas‘) ist eine Behelfsstraße zwischen Tel Aviv und Jerusalem, die während des Kriegs um Israels Unabhängigkeit von Israelis angelegt wurde, um Latrun und den Bab al-Wad zu umgehen und den belagerten israelischen Teil Jerusalems mit Versorgungskonvois zu erreichen. Ihren Namen erhielt sie in Anlehnung an die Burmastraße.

## Vorgeschichte
Nach dem UN-Teilungsbeschluss im November 1947 steigerten sich im Mandatsgebiet Palästina gewalttätige jüdisch-arabische Auseinandersetzungen. Von Latrun in der Schefela durch den Bab al-Wad bis Castel führt die Straße nach Jerusalem durch ein enges Tal im Judäischen Bergland steil bergauf. Ab Februar 1948 beschossen arabische Kämpfer jüdische Konvois von den umliegenden Berghängen aus und rieben so manchen Konvoi völlig auf. Jihad-Moqhaden versuchten, durch die Blockade der Straße nach Jerusalem die rund 100.000 jüdischen Bürger der Stadt von den jüdischen Gebieten am Mittelmeer und der Versorgung abzuschneiden und so die Herrschaft über Jerusalem zu gewinnen.
Auch die jüdischen Versuche, die Konvois mit Sandwich-Panzerwagen zu sichern, brachten keinen Erfolg. Innerhalb von vier Monaten waren ca. 1.200 Todesopfer zu beklagen. Auch die Eroberung von Castel im Zuge der Operation Nachschon im April 1948 konnte den Bab al-Wad nicht dauerhaft für jüdische Versorgungskonvois öffnen. Daher wurde der Bau einer 26 km langen Behelfsstraße weiter südlich beschlossen. Die Richtigkeit dieser Entscheidung bestätigte sich, als die britischen Behörden bei ihrem Abzug am 14. Mai 1948, Tag der Gründung Israels, das befestigte Polizeifort Latrun der transjordanischen Arabischen Legion übergaben, die es auch noch beim Waffenstillstand 1949 hielt und so die ausgebaute bestehende Landstraße blockierte.

## Bau der Straße
Treibende Kraft hinter dem Baubeschluss war der Oberst der US-Armee David Marcus, der unter anderem für diese Leistungen von David Ben-Gurion zum General befördert wurde. Für die Trasse der Burma Road wurde teilweise der Verlauf antiker Wege und alter Beduinenpfade genutzt, die ein israelischer Späher der Givʿati-Brigade am 28. Mai von Jerusalem kommend von bestehenden arabischen Dörfern aus unentdeckt genommen hatte. Die gefundene Trasse ließ sich mit stark motorisierten Jeeps bewältigen. Die erste israelische Konvoifahrt ging am 30. Mai durch.
Gruppen junger Israelis aus Jerusalem arbeiteten heimlich mit Handwerkzeugen am Ausbau der Piste in unwegsamem Gelände. Da die Straße teilweise in Reichweite arabischer Granatwerfer verlief, wurde vielfach nachts gearbeitet. Mit verschiedenen Taktiken wurde die Aufmerksamkeit der Araber abgelenkt. Im ersten Bauabschnitt konnte die Behelfsstraße bis auf eine gut 4 km lange Lücke fertiggestellt werden, deren Überbrückung wegen zu starker Steigungen und zu lockeren Untergrundes zunächst nicht möglich war. Übergangsweise wurden die Versorgungsgüter von hunderten Helfern bei Nacht zu Fuß durch diese Lücke getragen.
Da die Straße als Naturpiste bestand, war absehbar, dass sie mit Einsetzen des winterlichen Regens nicht mehr nutzbar wäre. In einem zweiten Bauabschnitt, an dem sich auch Freiwillige, orthodoxe Juden und freundlich gesinnte Araber aus Abu Gosch beteiligten, wurde sie deshalb auf fünf Meter Breite ausgebaut und gepflastert. Dabei wurde auch die Lücke in der Trasse geschlossen. Die Steigung wurde durch eine Serpentinenstraße überwunden, der Untergrund wurde mit herbeigebrachtem Gestein und Gitterrosten verfestigt. Zum Schutz dieser wichtigen Lebensader für den israelischen Teil Jerusalems vor arabischen Übergriffen wurden mehrere, zum Teil bereits verlassene arabische Dörfer in der näheren Umgebung von der Hagana eingenommen und feindselig eingestellte arabische Bevölkerung vertrieben.
Nach einer Bauzeit von nur acht Wochen war die Straße am 9. Juni 1948 durchgängig befahrbar. Für eine Straßenverbindung zwischen Jerusalem und Jaffa hatten die Osmanen acht Jahre benötigt. Später, während der britischen Mandatszeit, benötigte ein vergleichbares Straßenbauprojekt zwei Jahre.

## Operation HaSchiloach
Parallel zur Burma Road, die der Versorgung des jüdischen Jerusalems mit lebenswichtigen Gütern dienen sollte, wurde eine Fernleitung zur Trinkwasserversorgung gebaut, nachdem die irakischen Invasoren am 1. Juni 1948 die Festung Raʾs al-ʿAin eingenommen und unterhalb davon an der Quelle des Jarqons die Wassereinspeisung in die seit 1936 bestehende Wasserleitung nach Jerusalem an der Pumpstation unterbrochen hatten. Den Namen HaSchiloach erhielt das Projekt in Anlehnung an den Teich von Siloah, mit dem im historischen Jerusalem die Wasserversorgung der Stadt von der Gichonquelle her durch einen Tunnel gesichert wurde.
Im Auftrag des israelischen Verteidigungsministeriums wurden aus dem gesamten Land Arbeiter der staatlichen Wasserversorgungsgesellschaft Meqorot zusammengezogen, die innerhalb von 30 Tagen rund um die Uhr die Pipeline bauten, die aus Quellen in Naʿan und Chuldah gespeist wurde. So wurde Latrun umgangen und Jerusalem wieder an das Wassersystem der Mandatszeit angeschlossen. Das Baumaterial wurde bereits 1945 aus den USA importiert und zwischengelagert. In den Jahren 1953, 1979 und 1994 wurden drei weitere Trinkwasserpipelines nach Jerusalem gebaut. Die HaSchiloach-Pipeline ist heute nicht mehr in Betrieb, entlang der Wanderroute sind noch Metallrohre der alten Pipeline vorhanden.

## Weitere Entwicklung
Bis zum Sechstagekrieg 1967 war die Burma Road die Versorgungsader von Westjerusalem. Nach der Eroberung von Latrun am 7. Juni 1967 konnte wieder die ursprüngliche Straße nach Jerusalem genutzt werden, die in den folgenden Jahren modernisiert und als Haupt-Landesstraße Kvisch Echad  ausgebaut wurde.
Die Burma Road ist heute ab dem östlichen Beginn an der Zufahrtsstraße kurz vor dem Moschav Beit Meʾir (früher Beit Mahsir) als Wanderweg begehbar (siehe Karte und Schautafel oben rechts), ein 12 km langer Abschnitt der alten Trasse ist ab Latrun als Wanderweg und historischer Lehrpfad ausgeschildert, der auch Bestandteil des Israel National Trails ist.

## Literarische Würdigung
Der Einsatz von David Marcus und der Bau der Burma Road wird auch erzählt im vierten Buch (Wache auf, meine Ehre) von Leon Uris’ Roman Exodus.